# Панфілов Іван Панасович
Іван Панасович Панфілов (4 червня 1929, село Зозуляни, тепер Рибницького району, Молдова — ?) — молдавський радянський діяч, завідувач відділу пропаганди та агітації ЦК КП Молдавії, редактор газети ЦК КП Молдавії «Советская Молдавия». Член ЦК КП Молдавії в 1981—1990 роках. Депутат Верховної Ради Молдавської РСР 9—11-го скликань.

## Біографія
Народився в селянській родині. З 1945 року працював колгоспником.
У 1948 році закінчив Сороцьке педагогічне училище Молдавської РСР.
У 1948—1950 роках працював вчителем шкіл у Молдавській РСР.
З 1950 до 1953 року служив у Радянській армії.
У 1953—1956 роках — вчитель, заступник директора із навчально-виховної роботи, директор семирічної школи в Кіперченському районі Молдавської РСР.
У 1956—1964 роках — директор Красненської та Михайлівської семирічних шкіл Рибницького району Молдавської РСР.
У 1960 році закінчив Тираспольський державний педагогічний інститут імені Тараса Шевченка.
Член КПРС з 1961 року.
У 1964—1965 роках — завідувач Рибницького районного відділу народної освіти Молдавської РСР.
У 1965—1966 роках — секретар, у 1966—1967 роках — 2-й секретар Рибницького районного комітету КП Молдавії.
У 1967—1968 роках — інструктор відділу науки та культури ЦК КП Молдавії.
У 1968—1970 роках — слухач Вищої партійної школи при ЦК КПРС у Москві.
У 1970 році працював в апараті Ради міністрів Молдавської РСР.
У 1970—1973 роках — голова виконавчого комітету Страшенської районної ради депутатів трудящих Молдавської РСР.
У 1973—1975 роках — 1-й секретар Страшенського районного комітету КП Молдавії.
У 1975—1977 роках — заступник, у 1977—1979 роках — 1-й заступник завідувача відділу пропаганди та агітації ЦК КП Молдавії.
У 1979—1984 роках — завідувач відділу пропаганди та агітації ЦК КП Молдавії.
У 1984 — після 1988 року — редактор газети ЦК КП Молдавії «Советская Молдавия».
Подальша доля невідома.

## Нагороди
- два ордени Трудового Червоного Прапора
- орден «Знак Пошани»
- медалі